# Dowding-System

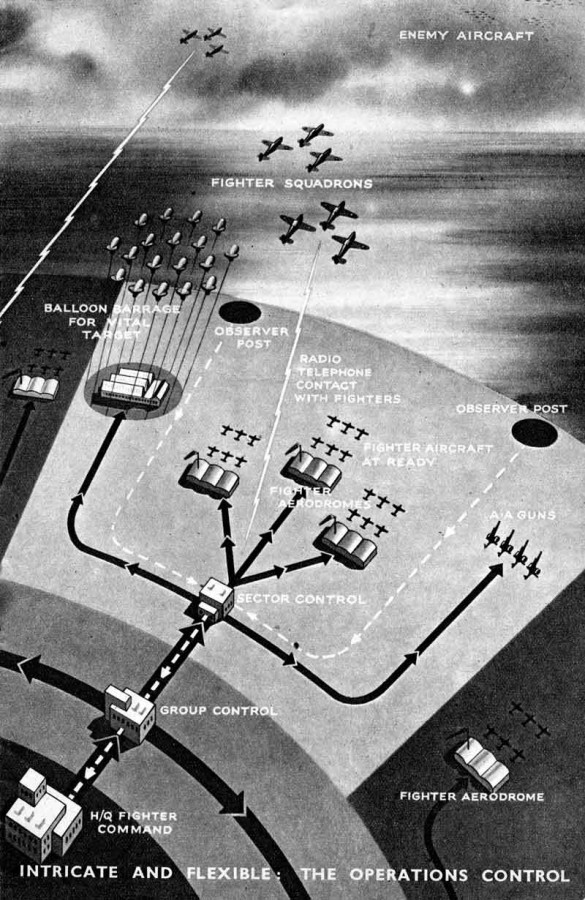
Schematische Darstellung in einer Informationsbroschüre des Air Ministry von 1941

Das Dowding-System bezeichnet das englische Luftverteidigungskonzept im Zweiten Weltkrieg, basierend auf Radar, zentraler Informationsverarbeitung und mittels Sprechfunk geführten Abfangjägern. Der Name geht auf den bis Oktober 1940 verantwortlichen Oberbefehlshaber des RAF Fighter Command Hugh Dowding zurück. Obwohl das Prinzip der Luftverteidigung Londons bereits durch Major General E.B. Ashmore im Jahr 1918 entwickelt wurde, wurde die volle Wirksamkeit erst durch die Einbindung von Radar und modernen Jagdflugzeugen erreicht. Seine größte Bedeutung erreichte das Dowding-System während der Luftschlacht um England.

## Radar
Das Ergebnis eines Tests zur Ortung von Flugzeugen am 26. Februar 1935 überzeugte Dowding derart, dass er Steuergelder für die Weiterentwicklung dieser Technik bereitstellen ließ. Der verantwortliche Techniker Watson-Watt betrieb außerdem ein interdisziplinäres  Projekt zur Einsatzforschung, dessen Ergebnisse äußerst profitabel für die rasche und effektive Inbetriebnahme des gesamten Luftverteidigungkonzeptes war. Damals noch als Radio Direction Finding benannt und als streng geheim betrachtet, wurde diese Technik ab 1943 unter dem von den USA verwendeten Namen Radar bekannt.
Zum Aufbau und zum Einsatz dieser Technologie schien die englische Küste wie geschaffen. Bis 1939 waren 18 Stationen der Chain-Home-Radarkette (CH) vorwiegend an der englischen Süd- und Südostküste errichtet, die aus jeweils mehreren Sende- und Empfangsanlagen bestanden. Daneben gab es die Chain Home Low-Radarkette (CHL), die zur Erfassung von tief fliegenden Objekten diente.
Obwohl Deutschland bei der Erforschung und Entwicklung des Radars (unter dem Namen Funkmessung) einen technologischen Vorsprung hatte, war die einsatznahe Anwendung der vorhandenen Ausrüstung von der Ortung der feindlichen Flugzeuge bis hin zur Leitung der Abfangjäger höchst effektiv.

## Beobachter
Bereits 1916 wurde zur Verteidigung Londons gegen Luftangriffe das Metropolitan Observation Service (deutsch: Städtischer Beobachtungsdienst) durch Major-General E.B. Ashmore gebildet. Zunächst mit regulären Truppen der Britischen Armee besetzt, wurde dieser Dienst in der Folge von besser ausgebildeten Polizisten versehen.
1925 dehnte Ashmore die Posten über Essex und Hampshire aus und formte daraus das Observer Corps, welches unter Kontrolle der Armee stand. 1929 wurde es dem Luftfahrtministerium überantwortet. Es bestand zum größten Teil aus Freiwilligen.
Die Zusammenarbeit mit dem General Post Office, welches für die Telefonverbindung verantwortlich war, wurde weiter ausgebaut und die Anzahl der Posten verstärkt.
Da 1939 die Möglichkeiten der Radarerfassung noch begrenzt und fehleranfällig war und speziell über dem Festland versagte, war die Einbindung dieser Beobachtungs- und Lauschposten ein fester Bestandteil der Luftverteidigung.
Am 9. April 1941 wurde die Bezeichnung Royal Observer Corps von König Georg VI. verliehen, als Anerkennung für die professionelle Arbeit der Einrichtung.

## Darstellung
Die gesammelten Informationen gingen zunächst in den so genannten Filterraum im Hauptquartier des Fighter Command in der Bentley Priory bei Stanmore. Dort wurden auf einem Kartentisch die Bewegungen der eigenen und feindlichen Flugzeuge mit verschiedenfarbigen Symbolen, die auch einen farbigen Richtungspfeil aufwiesen, dargestellt. Aufgrund der Einschätzung bekannter Schwächen des Systems, wie doppelte Meldung oder falsche Freund-Feind Erkennung, wurden die als fehlerhaft angesehenen Bewegungen entfernt.
Die gefilterten Informationen wurden an die Hauptquartiere der vier für die Luftverteidigung zuständigen Gruppen (10.–13. Fighter Group) und an die Einsatzräume der Sektor-Hauptquartiere, der Sector Stations wie zum Beispiel Kenley und Biggin Hill, weitergegeben und dort auf ähnlichen Kartentischen plastisch dargestellt.
Die so erfassten Flugbewegungen wurden alle fünf Minuten aktualisiert. Lämpchen an Holzpanelen in den Hauptquartieren zeigten den Status der Einsatzbereitschaft der einzelnen Staffeln an. Von dort aus erfolgte die  Alarmierung und Leitung der Abfangjäger.

## Jägerleitung
Dowding forcierte in den 1930er Jahren den Umstieg von Doppeldeckern aus dem Hauptmaterial Holz auf Ganzmetall-Eindecker mit Einziehfahrwerk, wie Hawker Hurricane, Supermarine Spitfire und Boulton-Paul Defiant. Letzteres war ein unkonventionelles Konzept, das vom Prinzip der starr nach vorne gerichteten Bewaffnung abwich und stattdessen einen drehbaren Geschützturm mit hoher Feuerkraft aufwies. Nach wenigen Einsätzen wurden die Defiants wegen hoher Verluste von den Kämpfen bei Tage abgezogen und mit einigem Erfolg als Nachtjäger eingesetzt. Die 1940 bereits veraltete Hawker Hurricane sollte das englische Flugzeug sein, mit dem bis Ende des Zweiten Weltkrieges die meisten deutschen Flugzeuge abgeschossen wurden. Die Spitfires waren hingegen bei den Gegnern gefürchteter und technisch auf dem neuesten Stand.
Um die zur Verfügung stehenden Staffeln schnell und wirkungsvoll einsetzen zu können, wurden die Verbände in  vier Gruppen aufgeteilt:
- Südwestengland und Wales: 10 Fighter Group, unter dem Kommando von Sir Christopher Quintin Brand
- Südostengland mit dem Großraum London: 11 Fighter Group, unter dem Kommando von Air Vice Marshal Keith Park
- Mittelengland: 12 Fighter Group, unter dem Kommando von Air Vice Marshal Trafford Leigh-Mallory
- Norden: 13 Fighter Group unter dem Kommando von Air Vice-Marschall Richard Saul

Die Gruppen teilten sich wiederum in Sektoren, wobei jeder Sektor ein Sektor-Hauptquartier und teilweise mehrere Satelliten-Flugplätze hatte.
Das Hauptquartier der 11. Gruppe, welches die Hauptlast während der Luftschlacht um England trug, befand sich in einem unterirdischen Bunker bei Uxbridge. Von dort aus wurden die entsprechenden Sektoren alarmiert und bestimmt, welche Einheiten zum Einsatz starten sollten. Die Führung in der Luft bis zu den feindlichen Verbänden  übernahmen danach die Sektor-Hauptquartiere.
Von dort aus wurden die Hurricane- und Spitfirestaffeln mittels Hochfrequenz-Sprechfunk im Ground-Controlled-Intercept-Verfahren an die feindlichen Verbände herangeführt. Die Kommunikation über Hochfrequenz ermöglichte jedoch nur eine geringe Reichweite. Ab September 1940 wurden die Jagdflugzeuge mit den leistungsfähigeren VHF-Sprechfunkgeräten ausgerüstet.
Unterstützt wurde die Jägerleitung durch die Entschlüsselung des deutschen Enigma-Kodes im Bletchley Park. Dies lieferte auch wichtige Informationen über die Angriffe der Deutschen.
Um dem Pilotenmangel zu begegnen, wurden Piloten aus dem Commonwealth, Frankreich, den USA, Polen und der Tschechoslowakei unter dem Befehl der Royal Air Force eingesetzt.